# 제니퍼 쿡
제니퍼 쿡(Jennifer Cooke, 1964년 9월 19일 ~ )은 미국의 배우이다.
뉴욕에서 태어났다.

## 출연 작품

### 영화
- 럭키 댄싱 2 (1984, Gimme an 'F')
- 13일의 금요일 6 (1986)

### 텔레비전
- V (1984-85)